# Interdiction des droits civiques, civils et de famille
 (janvier 2019).
En droit pénal français, l’interdiction des droits civiques, civils et de famille est une peine qui, depuis l’entrée en vigueur du nouveau code pénal en mars 1994, est devenue une peine complémentaire. Ne revêtant donc plus de caractère automatique, elle s'applique sur une durée temporaire. Avant cette date, les auteurs de crimes étaient privés des droits civiques, civils et familiaux durant toute leur vie et les auteurs de délits durant dix ans. Les personnes condamnées avant le 1er mars 1994 demeurent toujours sous le coup de la législation antérieure.

## Explications
Selon les termes de l'article 131-26 du Code pénal français, l'interdiction des droits civiques, civils et de famille concerne tout ou partie des droits suivants : 
- le droit de vote ;
- l'éligibilité ;
- le droit d'exercer une fonction juridictionnelle ou d'être expert devant une juridiction ;
- le droit de représenter ou d'assister une partie devant la justice ;
- le droit de témoigner en justice (sauf pour faire de simples déclarations) ;
- le droit d'avoir un permis de chasser ;
- l'autorisation de détenir une arme ;
- le droit d'être tuteur ou curateur (sauf, après avis du juge des tutelles, en tant que tuteur ou curateur de ses propres enfants).

Le tribunal a la possibilité de prononcer l'interdiction de tous ces droits ou de la limiter à certains d'entre eux.
L'interdiction ne peut excéder cinq ans en matière délictuelle, et dix ans en matière criminelle.
La peine d'inéligibilité ou l'interdiction du droit de vote entraînent par ailleurs l'interdiction d'exercer une fonction publique.
Chaque année, de 27 à 32 000 électeurs perdent ainsi provisoirement leur droit de vote,,.
Les conditions dans lesquelles une personne peut formuler une demande de relèvement d'une déchéance sont fixées par les articles 702-1 et 703 du Code de procédure pénale. Le condamné peut également recouvrer ses droits civiques par réhabilitation.